# ヴィツェ＝アドミラール・ドロースト (大型対潜艦)
ヴィツェ＝アドミラール・ドロースト（ロシア語:Вице-адмирал Дроздヴィツェ＝アドミラール・ドロースト）は、ソ連で建造された大型対潜艦（большой противолодочный корабль）、のちミサイル巡洋艦（ракетный крейсер）である。艦名は「ドロースト海軍中将」という意味で、第二次世界大戦時のガングート遠征で名を馳せたV・P・ドロースト海軍中将を讃えたもの。1134号計画「ベールクト」で建造された3番目の艦であった。

## 概要
1965年6月16日、ソ連海軍に登録された。同年10月26日、レニングラードのA・A・ジュダーノフ記念造船工場にて起工、工場番号は793を与えられた。1966年11月18日に進水、1968年12月27日に竣工して1969年1月8日付けで二重赤旗勲章受章バルト艦隊に編入された。
1970年5月14日から27日にかけて、キューバのシエンフエーゴスを訪問した。
1974年から1975年4月8日まで、レニングラードにてオーバーホールを受けた。工事を終えた1975年4月8日付けで、赤旗勲章受章北方艦隊に移籍した。1981年10月1日から1984年6月7日の期間もまた、レニングラードでオーバーホールを受けた。その間に、6 基の30 mm4砲身高角火砲複合AK-630Mが新たに設置された。
1990年7月1日には武装解除され、解体と売却を目的とする資金資産局への引渡しのため海軍を退役した。同年10月1日付けで除籍された。

## ギャラリー

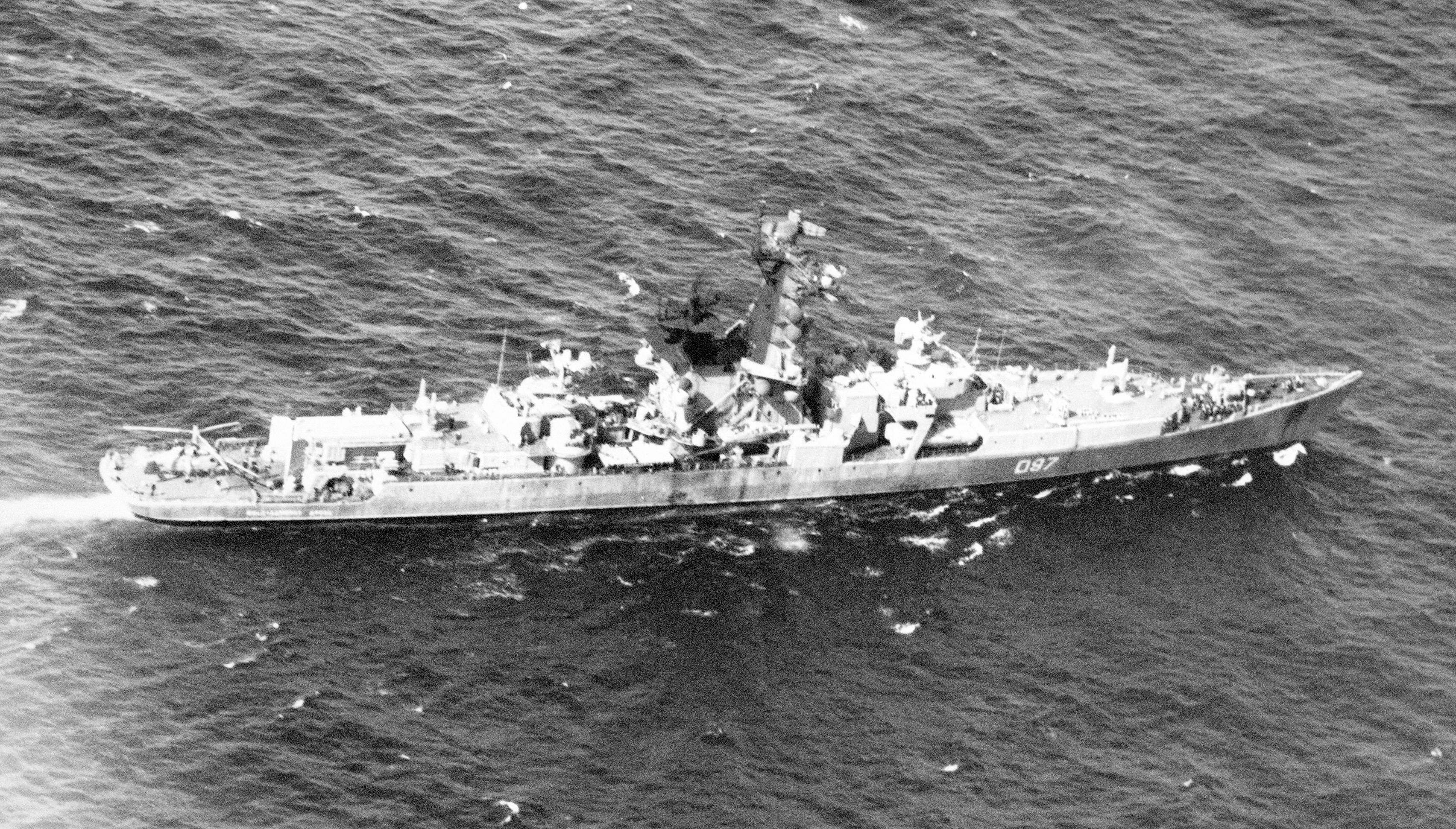
1986年2月1日に撮影されたヴィツェ＝アドミラール・ドロースト。
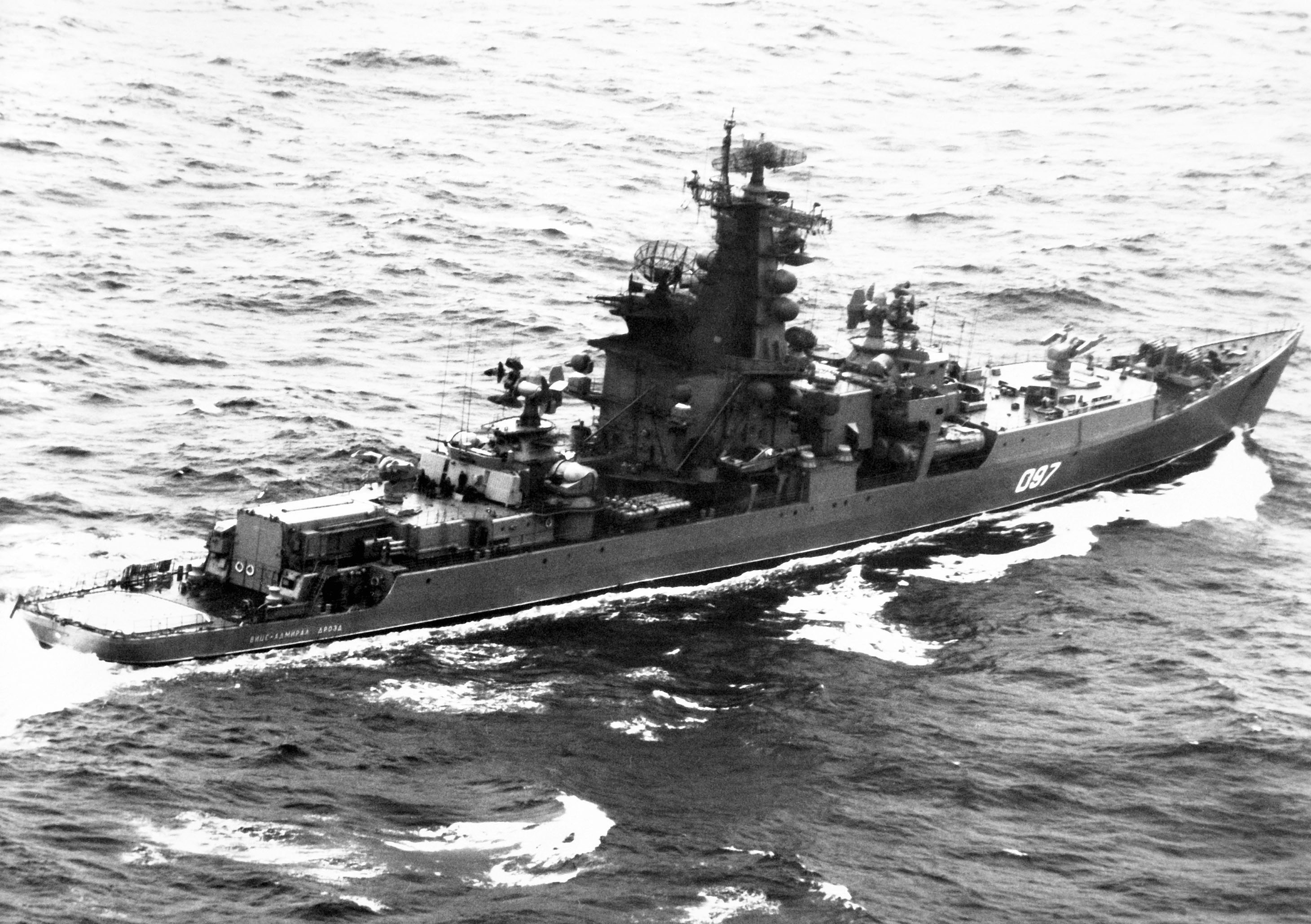
1986年3月6日に撮影されたヴィツェ＝アドミラール・ドロースト。